# Таджицька література
Таджицька література — література таджицькою мовою. Таджицьку літературу можна вважати продовженням класичної перської літератури. Перш за все і в основному це пов'язано з культурною та історичною близькістю таджицького народу з персами та іншими іраномовними народами Ірану, а також мовною близькістю таджицької і перської мов. Таджицька література виникла з класичної перської традиції в нових історичних умовах.
До таджицьких літературних центрів належать міста Бухара та Самарканд, нині в сучасному Узбекистані, але багато таджицького населення проживає в історичних Бактрії (центр зороастризму) і Гераті в Афганістані.

## Історія
В історії таджицької літератури можна окремо відзначити вплив загальноіранських космогонічних і героїчних епосів, в тому числі «Авести», священної книги зороастрійської релігії, а також радянського періоду в історії Таджикистану, який приніс в таджицьку літературу інтернаціональні і революційні елементи.
Троє письменників домінували у першому поколінні радянської таджицької літератури.

Садріддін Айні (1878—1954), письменник і педагог-джадидист, який перетворився на комуніста, починав як поет, але писав переважно прозу в радянські часи. Його твори включають три основні романи, що стосуються соціальних проблем у регіоні, та мемуари, що зображують життя в Бухорському ханстві. Айні став першим президентом Академії наук Таджикистану.

Лахуті Абулкасим (1887—1957 — іранський поет, який емігрував до Радянського Союзу з політичних причин і врешті оселився в Таджикистані. Він писав як лірику, так і «соцреалістичні» вірші.

Мірзо Турсун-заде (1911-77), збирав таджицьку усну літературу, писав власну поезію про соціальні зміни в Таджикистані та видавав різні твори на популярні політичні теми на даний момент. Починаючи з покоління, яке включало цих трьох письменників, Таджикистан створив численних поетів, прозаїків, письменників та драматургів.
Інші письменники радянського періоду:
Сатим Улуг-заде (1911—1997), Карім Хакім (1905—1942), Пайрав Сулаймоні (1899—1933), Розія Озод (1893—1957), Амінджан Шукухі (1923- ??), Мухамеджан Рахімі (1901- ??), Бобо Юнус Худойдод-заде, Абдул Салем Дехаті (1911- ??), Бакі Рахім Заде (1910- ??), Рахім Джаліл (1909- ??), Джалал Екрамі (1909- ??), Амінзаде Мохієдін (1904- ??), Джухарі Заде Сохайлі (1900- ??), Файзолла Ансарі (1931- ??), Мірзо Гафар (1929- ??), Мір Шакар (1912- ??), Мохіадін Фархат (1924- ??), Ахмад Данеш.
Одним з найбільш відомих авторів таджицької літератури є Мухаммеджан Рахімі, відомий своїми військовими творами і перекладами шедеврів світової літератури.

## Літературознавство
Разом із розвитком художньої літератури розвивалася і наука про літературну критику. Таджицькі критики Шаріфджон Гусейінзода, Носірджон Масумі, Вохід Асрорі, Сохіб Табаров, Худой Шаріпов, Абдунабі Сатторзода, Асадулло Садуллоєв та інші ретельно проаналізували творчість письменників і сприяли поглибленню та вдосконаленню їх творчості. В обох напрямках таджицька літературна критика пройшла довгий шлях - від методу вульгарної соціології до наукового вивчення літератури. 